# Kelen Bailey
Kelen Bailey, född 14 juni 2002, är en ungersk taekwondoutövare. 

## Karriär
I juni 2023 vid europeiska spelen i Kraków-Małopolska tog Bailey brons i 87 kg-klassen.